# Suite Nupcial
«Suite Nupcial» es una canción del grupo español Gabinete Caligari, incluida en su álbum de estudio Camino Soria.

## Descripción
Canción romántica, de ritmo rápido, con inspiración, según declaraciones de los propios componentes del grupo, en Frank Sinatra y también, según ellos mismos, uno de sus mejores temas. La crítica también la ha equiparado al rock de la década de 1950.
Publicado como sencillo, en la cara B se incluyó el tema Rugido de tigre.
El tema está además incluido en el álbum recopilatorio La culpa fue de Gabinete (2004) y en el álbum Enjoy, de Jaime Urrutia en solitario.